# 6860 Sims
6860 Sims este un asteroid din centura principală de asteroizi.

## Descriere
6860 Sims este un asteroid din centura principală de asteroizi. A fost descoperit pe 11 februarie 1991 la Kiyosato de Satoru Ōtomo și Osamu Muramatsu. Asteroidul prezintă o orbită caracterizată de o semiaxă mare de 3,12 ua, o excentricitate de 0,12 și o înclinație de 2,0° în raport cu ecliptica.